# Schizidium granum
Schizidium granum is een pissebed uit de familie Armadillidiidae. De wetenschappelijke naam van de soort is voor het eerst geldig gepubliceerd in 1894 door Adrien Dollfus.